# Ursula Gaillard
 (février 2022).
Ursula Gaillard, née à Jegenstorf le 19 novembre 1947, est une traductrice et écrivain vaudoise.

## Biographie
Originaire de Bullet, Ursula Gaillard entreprend des études de lettres à l'Université de Lausanne et, une fois sa licence obtenue, enseigne dans un collège lausannois.
Syndicaliste, elle collabore à la rédaction de volumes collectifs sur l'histoire de l'Union syndicale suisse et publie en 1983 avec Annik Mahaim Retards de règles, une étude historique sur le contrôle des naissances et l'avortement en Suisse dans la période 1900-1920. À l'occasion de la grève des femmes de 1991, elle élabore un album et réalise un film sur le Nicaragua.
Traductrice (allemand-français) renommée d'ouvrages littéraires, historiques et politiques, elle se lance dans la création littéraire en 1986 et publie deux romans Paysage arrêté (1986) et Le Rouge-gorge (1997), dans lequel elle évoque les charmes et les écueils de la vie communautaire et de l'utopie amoureuse et familiale.

## Sources
- « Ursula Gaillard », sur la base de données des personnalités vaudoises sur la plateforme « Patrinum » de la Bibliothèque cantonale et universitaire de Lausanne.
- Doris Jakubec, Solitude surpeuplée, p. 187
- Anne-Lise Delacrétaz, Daniel Maggetti, Écrivaines et écrivains d'aujourd'hui, p. 123
- Alain Nicollier, Henri-Charles Dahlem, Dictionnaire des écrivains suisses d'expression française, vol. 1, p. 397
- Roger Francillon, Histoire de la littérature en Suisse romande, vol. 4, p. 310-311, 442
- A D S - Autorinnen und Autoren der Schweiz - Autrices et Auteurs de Suisse - Autrici ed Autori della Svizzera